# Кејп Ројал (Тексас)
Кејп Ројал (енгл. Cape Royale) насељено је место без административног статуса у америчкој савезној држави Тексас.

## Демографија
По попису из 2010. године број становника је 670.
| Група             | 2000.    | 2010.       |
| Белци             | 0 (0,0%) | 611 (91,2%) |
| Афроамериканци    | 0 (0,0%) | 24 (3,6%)   |
| Азијати           | 0 (0,0%) | 0 (0,0%)    |
| Хиспаноамериканци | 0 (0,0%) | 30 (4,5%)   |
| Укупно            | 0        | 670         |